# Cyclommatus metallifer sangirensis
Cyclommatus metallifer sangirensis es una subespecie de coleóptero de la familia Lucanidae.

## Distribución geográfica
Habita en las islas Sangihe (Indonesia).